# Gau d'Alta Silèsia
El Gau d'Alta Silèsia (Gau Oberschlesien) va ser una divisió administrativa de l'Alemanya nazi de 1941 a 1945 a la Província prussiana d'Alta Silèsia després de la divisió del Gau de Silèsia. El Gau incloïa territoris annexats per Alemanya nazi després de la invasió de Polònia
El sistema nazi de Gau (en plural Gaue) va ser establert originalment en una conferència del partit, el 22 de maig de 1926, per tal de millorar l'administració de l'estructura del partit. A partir de 1933, després de la presa de poder nazi, els Gaue va reemplaçar cada vegada més als estats alemanys com a subdivisions administratives a Alemanya.
Al capdavant de cada Gau es va situar un Gauleiter, una posició cada vegada més poderosa, especialment després de l'esclat de la Segona Guerra Mundial, amb poca interferència des de dalt. El Gauleiter local sovint ocupava càrrecs governamentals i de partit, i s'encarregava, entre altres coses, de la propaganda i la vigilància i, a partir de setembre de 1944, el Volkssturm i la defensa de la Gau.
La posició de Gauleiter a l'Alta Silèsia va ser ocupada per Fritz Bracht al llarg de la curta història de la Gau. Bracht, que no era una figura poderosa en la jerarquia nazi, es va suïcidar el maig de 1945.
El camp de concentració d'Auschwitz, un camp d'extermini on més de 1.000.000 persones van ser assassinades, estava situat al Gau d'Alta Silèsia, prop d'Oświęcim. El campament va ser alliberat per l'exèrcit soviètic el gener de 1945.

## Gauleiter
- 1941-1945: Fritz Bracht